# لوروا درم
لوروا درم (بالإنجليزية: Leroy Drumm)‏ هو كاتب أغاني أمريكي، ولد في 26 سبتمبر 1936، وتوفي في 26 نوفمبر 2010 في واينيسبورو في الولايات المتحدة بسبب مرض.

## روابط خارجية
- لوروا درم على موقع ميوزك برينز (الإنجليزية)
- لوروا درم على موقع ديسكوغز (الإنجليزية)